# Lasallia
Lasallia Mérat  (pęcherzyca) – rodzaj grzybów z rodziny kruszownicowatych (Umbilicariaceae). Ze względu na współżycie z glonami zaliczany jest do grupy porostów. W Polsce występuje jeden gatunek.

## Systematyka i nazewnictwo
Pozycja w klasyfikacji według Index Fungorum: Umbilicariaceae, Umbilicariales, Incertae sedis, Lecanoromycetes, Pezizomycotina, Ascomycota, Fungi.
Synonimy nazwy naukowej: Macrodictya A. Massal., Umbilicariomyces Cif. & Tomas.
Nazwa polska według W. Fałtynowicza.

## Gatunki występujące w Polsce
- Lasallia pensylvanica (Hoffm.) Llano 1950
- Lasallia pustulata (L.) Mérat 1821 – pęcherzyca nadobna
- Lasallia rubiginosa (Pers.) Llano 1950

Nazwy naukowe na podstawie Index Fungorum. Uwzględniono tylko gatunki zweryfikowane. Nazwy polskie według cW. Fałtynowicza.